# Венсеслау-Брас (Парана)
Венсеслау-Брас (порт. Wenceslau Braz) — місто й муніципалітет в Бразилії, у штаті Парана.
Муніципалітет входить до економічно-статистичного мікрорегіону Венсеслау-Брас та є складовою частиною мезорегіону Північ Піунейру-Паранаенсі. Населення становить 20 067 чоловік (станом на 2006 рік). Займає площу 397,917 км².
День міста — 26 листопада.
Місто засновано 1935 року й названо на честь президента Бразилії Венсеслау Браса.
| Бразилія | Це незавершена стаття з географії Бразилії. Ви можете допомогти проєкту, виправивши або дописавши її. |

1. 1 2 3 4 5  OpenStreetMap — 2004.